# Excursion Inlet
Excursion Inlet est une census-designated place dans le borough de Haines en Alaska aux États-Unis. Sa population était de 12 habitants en 2010.

## Situation - climat
Elle est située sur la côte ouest du canal Lynn, à 61 km de Juneau.
Les températures vont de 8 °C à 24 °C en été et de −11 °C à 2 °C en hiver.

## Histoire et activités
Une conserverie de poisson s'est d'abord installée à l'emplacement de ce village, son nom a été référencé en 1943. Pendant la Seconde Guerre mondiale, l'endroit servait de poste de ravitaillement pour la campagne des îles Aléoutiennes. Actuellement, la localité est essentiellement habitée par des retraités, et la conserverie, ouverte en 1891, fonctionne toujours.

## Démographie
| 1940 | 2000 | 2010 | - | - | - |
| ---- | ---- | ---- | - | - | - |
| 23   | 10   | 12   | - | - | - |

## Sources et références
- (en) CIS

- (en) Cet article est partiellement ou en totalité issu de l’article de Wikipédia en anglais intitulé « Excursion Inlet, Alaska » (voir la liste des auteurs).

1. ↑  « Statistiques des États-Unis - Alaska - Profils des communautés de 2010 » (consulté en novembre 2020)